# Lőrinci
Lőrinci je mesto na Madžarskem, ki upravno spada pod podregijo Hatvani Županije Heves.